# Obwód
Obwód (plurale obwody) è un termine utilizzato nella lingua polacca per riferirsi a distretti amministrativi in diversi comuni, in particolare come traduzione della parola russa oblast. Come unità amministrative della Polonia, gli obwody esistettero in quanto suddivisione dei voivodati (in seguito gubernie) nel periodo iniziale del Regno del Congresso, dal 1816 fino al 1842, quando cambiarono nome in powiat (gli ex distretti a loro volta furono ridenominati okręgi).
Gli obwody vennero creati temporaneamente anche nel 1945-1946, nelle aree annesse alla Polonia strappate alla Germania, in seguito all'avanzata sovietica. Un obwód era all'epoca una suddivisione dell'okręg. Questi obwody furono poi sostituiti dai distretti, e gli okręgi dai voivodati.